# 古川九一
古川 九一（ふるかわ くいち、1970年11月9日 - ）は、埼玉県川口市出身の俳優、脚本家、演出家、政治家。身長170cm。血液型はA型。オフィスASOBOを経て、K'sプロデュース所属。旧芸名は古川 くいち。
また、2015年（平成27年）4月26日の川口市議会議員選に立候補、当選する。
2023年度川口市PTA連合会会長。

## 出演

### 映画・Vシネマ
- いつかA列車に乗って
- いつだって今が始まり
- 賭けゴロ
- 極道三国志
- 極道はクリスチャン 修羅の抗争
- シコふんじゃった。
- 雀狼伝2 必殺!!亜空間殺法
- 修羅がゆく
- 修羅のみち
- SO WHAT
- 的中屋ピン
- パチプロ浪花梁山泊3 新たなる野望
- パチプロ浪花梁山泊6 起死回生の逆転劇
- パンツの穴 本牧ベイでクソくらえ - 駒田照男
- 本気!
- リストラ代紋
- WARU

### テレビドラマ
- 土曜ドラマスペシャル / ときめき宣言（1989年）
- 愛しあってるかい!（1990年）
- はいすくーる落書 パート2（1990年） - 大沢九一 役
- 不思議な恋のメロディー 僕らの彼女はユーレイ（1990年）
- 水曜グランドロマン / いつか、サレジオ教会で（1991年）
- キ・ス・の・し・か・た 第1話「キスの記憶」（1991年）
- 月曜ドラマスペシャル
  - 三十六人の乗客 あのバスの中に犯人がいる!（1991年） - ジュン
  - バスガイド愛子 第3作「恋は神代の昔から」（1995年）
  - 家庭欄記者・鍋嶋六郎が行く!!（1999年）
- 教師夏休み物語（1991年）
- ひとつ屋根の下
  - パート1（1993年） - 津山新一 役
  - パート2（1997年） - 津山新一 役
- 妹よ（1994年）
- ハートにS 第15作「カモ」（1995年）
- 東京SEX 第7話「クィーン」（1995年）
- 土曜ワイド劇場
  - 俺たちの銀行強盗（1996年）
  - 終着駅の牛尾刑事VS事件記者・冴子 第1作「エネミイ」（2001年12月29日） - 島村 役
  - 西村京太郎トラベルミステリー 第46作「秋田新幹線 「こまち」 連続殺人」（2006年） - 沼田勝
- ドラマ30 / のんちゃんのり弁
  - 第1シリーズ（1997年）
  - 第2シリーズ（1998年）
- うしろの百太郎（1997年）
- ウルトラマンティガ 第38話「蜃気楼の怪獣」（1998年） - 市民 役 ※吉川九一と誤記
- 火曜サスペンス劇場 / 過失致死（1998年）
- 金曜エンタテインメント / 噂の女人情詐欺師・早苗とたまき 涙の事件簿 第2作「上諏訪温泉高級老人ホームを狙う悪徳商法を潰せ! 平成のネズミ小僧只今参上」（1998年） - 吉村秀之
- 一絃の琴 第1話「出会い」（2000年）
- らぶ・ちゃっと（2000年）
- デパートガール探偵（2000年）
- ナショナル劇場 / 大江戸を駈ける! 第13話「はめられた名奉行」（2001年） - 半次
- Answer〜警視庁検証捜査官（2012年）
- 相棒12 第5話「エントリーシート」（2013年11月13日） - 真田義男 役
- 闇金ウシジマくん Season2 第6話（2014年）
- 金曜ナイトドラマ / 死神くん episode3「あの海へ 余命2日の令嬢と愛の逃避行〜死神VS悪魔」（2014年）

### バラエティ
- 冗談画報2
- トキメキおちゃめ堂

### 舞台
- 貸席の女郎
- クリスマスナイツ
- スタンド・バイ・ミー
- STAY'GOLDENWEEK'
- 次郎長外伝 血煙閻魔堂（2005年） - 江戸っ子清次 役
- N.M.L〜Nice Mikoshiba Life（2008年）※脚本・演出
- PU-PU-JUICE 第8回公演「新・罪と罰」（2009年）
- 水流月の島
- もうひとつの天の川

### CM
- サッポロ缶コーヒー・生粋
- 東京電力・「でんこちゃんは何処だ」
- ミスタードーナツ

### PV
- DS455・「Very Special Weekend」
- BIG RON・「Bay Side Curuisin'」

### DVD
- 東京フレンズ

### WEB
- @LIVING なりじょな